# Can Vilardell (Taradell)
Can Vilardell és una masia de Taradell (Osona) inclosa a l'Inventari del Patrimoni Arquitectònic de Catalunya.

## Descripció
Masia de planta rectangular (8x12), coberta a dues vessants amb el carener perpendicular a la façana situada a migdia. Consta de planta baixa, primer pis i golfes. La façana presenta dos cossos coberts a una sola vessant i un mur amb un portal que tanca el barri (són construccions més tardanes i unes d'elles amb teula romana). La façana principal té un portal rectangular de pedra picada (gres de Folgueroles). Al primer pis s'hi obren dues finestres amb ampit i una d'elles datada del 1796 i a les golfes n'hi ha una altra. A ponent hi ha un portal que dona entrada a la lliça i diverses finestres. A tramuntana hi ha finestres al pis i a les golfes. A llevant s'obren tres espieres a la planta i una finestra al primer pis. Està situada dalt d'un turó, prop del bosc i a llevant de la Llagostera de Baix. L'estat de conservació és mitjà.

## Història
Masia situada a peu del camí que va de la Llagostera a Santa Eugènia. No la trobem registrada en els fogatges del segle xvi, però la data constructiva de la llinda ens fa suposar que al segle xviii ja existia, fruit de l'esplendor econòmic del camp per aquella centúria. La trobem registrada en el nomenclàtor de la província de Barcelona del 1860.